# Fravashi

Rappresentazione iconografica del Fravašay (Faravahar), l'angelo custode dell'anima umana e protettore delle comunità

Fravaši (antico-persiano *fravarti, Pahlavi fraward, frawahr, frōhar, frawaš, frawaxš), è la parola avestica che indica un potente essere soprannaturale il cui concetto, in una fase iniziale dello zoroastrismo, si fuse con quello dell'urvan, l'anima umana. In epoca pre-zoroastriana si credeva che, dopo la morte, l'anima passasse un'esistenza oscura negli inferi, da dove tornava alla sua antica casa una volta all'anno durante la festa Hamaspamaēdaya. Tale celebrazione aveva una durata di dieci giorni durante i quali i discendenti pregavano e facevano offerte alle anime degli antenati che venivano ricompensate con benedizioni. Stretti parallelismi con i pitara indiani stabiliscono che la credenza e il culto risalgano ai tempi proto-indo-iranici. La fonte principale per la conoscenza delle fravaši è lo Yašt 13 dell'Avesta, in cui appaiono come esseri potenti che abitano il cielo e aiutano e proteggono coloro che li adorano. Eppure, anche esse sono associate al culto dei morti e talvolta sono direttamente identificate come urvan. Riferimenti alle fravaši si trovano poi nel testo dello Yasna e nei libri Pahlavi. Abū Rayḥān Bīrūnī descrisse il loro culto annuale e ci sono prove materiali della loro venerazione nello zoroastrismo vivente.
Gli accademici occidentali hanno riflettuto molto nel tentativo di spiegare il concetto originale di fravaši. C'è una ricchezza di radici verbali indoeuropee e indo-iraniche da cui deriva il loro nome e, scegliendo tra queste, gli studiosi si sono divisi in due gruppi: quelli che considerano il concetto pre-zoroastriano assimilato alla fede, e quelli che pensano che abbia avuto origine con lo zoroastrismo e successivamente abbia assorbito elementi più arcaici. Del primo gruppo Nathan Söderblom definì le fravaši come essenzialmente spiriti dei morti. Derivò il loro nome da √var-"girare" con preverbo fra- e suffisso astratto -i, che significa "allontanarsi, partire, morire"; questa spiegazione offriva poca distinzione tra la fravaši originale e l'urvan, e non poteva essere facilmente riconciliata con le funzioni cosmiche assegnate alle fravaši nel loro yašt. James Moulton derivò fravaši da √var- "fare/essere incinta", con suffisso astratto -ti; egli considerava le fravaši come spiriti antenati, la cui preoccupazione essenziale era concepire i figli in modo che la loro discendenza potesse continuare, una preoccupazione che vedeva poi estesa alla fertilità dell'intero mondo naturale, e quindi alle attività cosmiche. Egli rese il loro nome di conseguenza come "promotrici della nascita, spirito di nascita". Harold Bailey vide l'elemento di base nel concetto come le attività belliche delle fravaši e suggerì che il termine fosse originariamente usato in un culto dell'eroe, quindi fravaši significherebbe "valore protettivo ", da √var- "coprire, proteggere", con fra- "allontanare". La fravaši sarebbe quindi lo spirito di un valoroso guerriero, più grande dell'urvan ordinario, con un destino diverso dopo la morte e invocato per l'aiuto della sua famiglia e tribù. Questa interpretazione ottenne ampio sostegno ed è stata ampliata da Georges Dumézil, mentre Gherardo Gnoli ha sostenuto una doppia origine in un culto dell'eroe e uno degli antenati. Bernfried Schlerath accettò il culto dell'eroe come base, ma suggerì di derivare fravaši da √var- "scegliere".
L'età eroica iranica si sviluppò probabilmente intorno al 1500 A.E.V., quindi, se le fravaši erano originariamente oggetto di un culto dell'eroe, questo potrebbe spiegare perché il loro concetto non può essere fatto risalire ai tempi proto-indoiraniaci; questo fatto, però, non è un problema per gli studiosi del secondo gruppo, che vedono il concetto come originale dello zoroastrismo. All'inizio di questo secolo, l'opinione prevalente era, come quella di Schlerath, che il termine fravaši derivasse da √var- "scegliere", ma l'accento era posto sul fatto che in avestico fravar- significa "scegliere/professare una fede". Quindi, la fravaši era vista come lo spirito della fede confessionale; questa interpretazione è stata riproposta decenni dopo da Karl Hoffmann. Nel frattempo, la stessa derivazione era stata usata da Herman Lommel per dare il significato di "scelta decisiva". Egli vedeva lo spirito della scelta decisiva come una tipica "astrazione" gathica, e quindi una parte del sistema dottrinale di Zoroastro. Alcune somiglianze tra la daēnā e la fravaši erano state commentate da studiosi precedenti, e Lommel suggerì che le due erano identiche e che Zoroastro aveva semplicemente preferito il primo termine nelle sue Gāthā; questa parte della sua analisi si rivelò inaccettabile, ma per il resto la sua interpretazione fu adottata da diversi studiosi.

Raffigurazione pittorica di fravaši da Panjakent, Sogdiana (MARSHAK 1990).

Sotto questo aspetto vitale, interpretare le fravaši come spiriti originari dei morti eroici sembra offrire la soluzione più soddisfacente. Il culto dei morti era di grande importanza per gli indoiranici e non è difficile immaginare perché durante l'età eroica iraniana un culto speciale di eroi morti, in grado di combattere invisibilmente accanto ai vivi, sarebbe potuto diventare popolare. Non c'è motivo di supporre che Zoroastro, conservatore in molti modi, disapprovasse l'offrire il dovuto rispetto alle anime dei defunti, ma i suoi pensieri di profeta erano rivolti ai vivi e al futuro, e l'attuale culto di urvan, con offerte di doni per alleviare la loro sorte, non aveva forse posto nel suo sistema dottrinale poiché egli insegnò che il destino dell'anima, nella beatitudine o nel tormento, era fissato immutabilmente alla morte secondo la condotta dell'individuo qui sulla terra. Nessuna intercessione umana, in seguito, avrebbe potuto migliorare l'una o mitigare l'altra. È probabile, inoltre, che egli avrebbe guardato ancora più freddamente al culto delle fravaši, se questi esseri fossero stati davvero spiriti guerrieri, legati alla distruttività della battaglia. La probabilità è, quindi, che abbia richiesto ai suoi primi seguaci di abbandonare entrambi i culti ma, con il passare delle generazioni e la diffusione della fede, sempre più convertiti erano restii a farlo e il dibattito su questo argomento divenne intenso. I risultati mostrano che coloro che cercavano di mantenerne il culto all'interno dello zoroastrismo trionfarono nonostante le difficoltà dottrinali, ma a causa di queste difficoltà, la competizione non può essere stata facilmente vinta. Questo potrebbe spiegare il riferimento alle fravašiin in Yasna 37.3 che, con ogni probabilità, è un'interpolazione, fatta in modo da ottenere per il loro culto controverso l'approvazione da parte del profeta stesso. Gli sforzi dei sostenitori del culto per assimilarlo all'ortodossia della fede è dimostrata in Yašt 13, che contiene più dottrina zoroastriana di qualsiasi altro yašt. Inoltre, poiché anche il culto dell'urvan era probabilmente inizialmente proibito, sarebbe stato pratico identificarlo con quello delle fravaši e fare un unico culto dei due; questo potrebbe aver aiutato la causa del culto delle fravaši, poiché quello dell'urvan, mantenuto in ogni casa, avrebbe avuto ancora più sostenitori ed era forse un po’ meno controverso.
Da qui, presumibilmente, l'inclusione delle fravaši nella festa Hamaspamaēdaya e quindi anche dichiarazioni ricorrenti, come la seguente, che fravaši e urvan sono una cosa sola: "Noi adoriamo le dimore assolate di Asha, nelle quali dimorano le anime dei morti, che sono le fravaši dei giusti”. La regolare qualificazione delle fravaši come "dei giusti" era presumibilmente parte della loro riconciliazione con lo zoroastrismo, ed essendo "dei giusti", esse e l'urvan giusto, identificati come uno, hanno entrambi abbandonato i luoghi in cui abitavano nel pensiero pre-zoroastriano, uno sotterraneo, l'altro nell'aria, per essere concepiti come in alto nel paradiso dei beati. Tuttavia, l'urvan conserva alcune associazioni ctonie e questo potrebbe essere il motivo per cui nel loro yašt le fravaši sono così interessate alla crescita delle piante e al flusso delle sorgenti. Inoltre, le anime dei morti sono innumerevoli; questo è probabilmente il motivo per cui le fravaši sono state considerate in vaste folle. Se il concetto originale delle fravaši era davvero quello dell'anima di un famoso guerriero, allora c'era qualche giustificazione per affermare che fravaši e urvan sono uno e alcuni antichi eroi, le cui anime sono venerate in Yašt 13, potrebbero essere stati precedentemente onorati in un culto pre-zoroastriano delle fravaši. Ma fondere questo culto con quello dell'urvan, mentre allo stesso tempo ingrandiva l'importanza delle fravaši e intrecciava la fede nel tessuto della mitologia, ha portato a contraddizioni insolubili. È più probabile, tuttavia, che questi abbiano turbato gli studiosi piuttosto che la massa dei credenti; a causa loro, infatti, sembra spesso possibile distinguere nei testi tra fravaši come urvan e fravaši come eroici protettori. Così nella storia del concepimento miracoloso di Zoroastro il frawahr del profeta, cioè l'urvan, viene mandato giù dal Paradiso all'interno di una pianta hōm per essere unito sulla terra con la sua sostanza corporea e lo khvarenah. In un'opera sulla creazione la collettività delle fravaši è trascinata in profondità nella cosmogonia zoroastriana con la storia che in principio Ahura Mazdā diede a esse la scelta di rimanere protette alla sua presenza oppure di scendere nel mondo per nascere negli uomini, soffrire e aiutare a sconfiggere Aŋra Mainyu. Ma in un'altra opera sulla creazione le fravaši appaiono nel ruolo di guerrieri divini, perché lì si dice che dopo che Aŋra Mainyu ebbe fatto irruzione nel mondo si riunirono in file ravvicinate lungo il bordo del cielo, montate con la lancia in mano, per imprigionarlo. Dare alle fravaši parti da svolgere nella storia della creazione significava supporre che fossero preesistenti al mondo materiale. Per quanto riguarda i testi esistenti, sono semplicemente lì, assimilati nel sistema dualistico di Zoroastro come spiriti benefici ma, a quanto pare, non fondamentalmente parte di esso.

## Recenti studi Archeologici

Ritratto del copricapo "felino accovacciato" (frammento non trattato; foto di campo). Kazaklyyatkan

Recenti scavi dell’archeologo Michele Minardi ad Akchakhan-kala hanno messo in luce le prime rappresentazioni delle fravaši. Il Monumento Centrale, che si erge in alto al centro del recinto superiore del sito, era certamente utilizzato per specifiche cerimonie pubbliche all'aperto, e si presenta come una struttura monumentale spazialmente e ideologicamente connessa con il Complesso Cerimoniale. Le parate dipinte sui corridoi dell'edificio centrale possono essere collegate alle feste stagionali zoroastriane, che si svolgevano in questo contesto architettonico, come il Nowrūz e il Mihragān o il Frawardīgān, immediatamente precedente al Nowrūz. Dobbiamo tenere presente che le antiche rappresentazioni di questi eventi sono praticamente inesistenti, e che solo meno della metà del corridoio perimetrale dell'edificio centrale è stata scavata. Per il momento, tuttavia, le evidenze disponibili ci permettono di formulare alcune ipotesi più specifiche.
La moltitudine di busti umani senza barba che indossano diademi erano destinati a rappresentare i reali antenati del clan. Potremmo quindi presupporre una relazione tra gli equidi e i sacrifici in loro onore, soprattutto considerando che i guerrieri appiedati del corridoio settentrionale sono gli stessi personaggi senza barba, che indossano lo stesso identico armamentario.  In questo caso, gli antenati reali sarebbero rappresentati nell'atto di accettare un sacrificio. D'altra parte, l'ipotesi di lavoro di  Minardi sull'identificazione di queste figure con la moltitudine delle fravaši –  cioè le anime collettive degli antenati –, vede parte di ogni anima preesistente a ogni uomo, caratterizzata da un aspetto eroico e guerriero legato a un antico culto degli antenati come eroi. Un altro scenario  potrebbe anche essere contemplato in Yasht 13 dove le fravaši sono dette "i potenti che rimangono in silenzio, con occhi belli, occhi energici, udito fine" e queste sono caratteristiche che corrispondono alle bocche e orecchie riempite di colore rosso, ai grandi occhi dei "ritratti" corasmici, fino ad ora, privi di una interpretazione. Oltre al fatto che lo zoroastrismo (pre-sasanide) era la fede seguita dai re di Akchakhan-kala, siamo certi del culto delle fravaši nella Corasmia. Prima di tutto, esse ricevevano un sacrificio sotto forma di libagioni e cibo come prescritto nell'Avesta. Bīrunī, introducendo le feste e il calendario dei Corasmi, riporta genericamente che essi erano soliti celebrare "le gesta dei loro antenati". Lo studioso, in questo passo della sua Cronologia, potrebbe aver fatto riferimento al culto delle fravaši che, tuttavia, sono esplicitamente menzionate più avanti alla fine dello stesso capitolo: "negli ultimi cinque giorni di Ispandārmajī e nei seguenti cinque Epagomenoe  essi, i Corasmi, fanno lo stesso che fanno i Persiani a Farwardajān, cioè dispongono cibo nei templi (naus) per gli spiriti dei morti".

Akchakhan-kala, fotografia di un frammento di pittura murale

È noto che nell'Avesta le fravaši sono potenti guerrieri che indossano, tra gli altri pezzi di equipaggiamento, "armature di ferro" (Yt. 13,45), e sono invocate in relazione al combattimento (ad esempio Yt.  13,23): sono quelle “che devono essere invocate nei bagni di sangue, che devono essere invocate nelle battaglie, che devono essere invocate nei combattimenti”, e (13,24) che danno la vittoria al loro invocatore. Un preludio rituale alla battaglia è certo a Yt. 13,26-27: ad Akchakhan-kala potremmo avere la rappresentazione di questi esseri celesti in una parata militare prima della battaglia o, più in generale, immagini del loro arrivo o della loro partenza dall'edificio centrale del sito. A questo, dovremmo considerare il fatto che tutti i “ritratti” e i cavalieri sembrano uguali, anzi sembrerebbero essere di genere femminile. Su un dipinto murale scoperto nel Tempio II A di Panjakent, una serie di dee femminili è stata considerata, a ragione, da Boris Marshak come una rappresentazione delle fravaši. Queste fravaši sogdiane, chiaramente femminili, datate al periodo tardoantico in realtà non hanno armature ma portano armi simboliche – mazze a forma di animale con protomi zoomorfe, mentre innalzano diversi stendardi. Ad Akchakhan-kala, in una fase più antica, ma in un contesto zoroastriano strettamente correlato, non abbiamo stendardi innalzati ma una moltitudine di figure femminili, alcune delle quali in armatura, che indossano copricapi reali e variabili con protomi animali simili.
Ma quale sarebbe, in questo contesto, il significato specifico della rappresentazione delle fravaši? È possibile contemplare due scenari, entrambi purtroppo supportati solo da scarse fonti, che possono comportare sfilate di cavalli: il primo è evocato in Yt. 13,49-51, il secondo è registrato di nuovo da Bīrunī. In Yt. 13,49 si dice che le fravaši lasciassero il villaggio per dieci giorni durante la festa Hamaspamaědaya. Secondo A. Hintze, nella sua revisione delle prove avestiche per l'antico calendario iraniano, Hamaspamaědaya-ratu- dovrebbe essere tradotto con «il tempo appartenente al centro del percorso dell'estate», denotando così in realtà una festa importante all'equinozio di primavera. Secondo J. Kellens, questo era il periodo dell'anno in cui la comunità effettuava un richiamo annuale di truppe, al fine di sottoporle alla speciale protezione delle fravaši dei clan durante la festa. Durante il loro periodo di assenza, le fravaši hanno bisogno e chiedono ai fedeli di essere adorate in cambio di benedizioni. Bīrunī, d'altra parte, riporta che il primo giorno del sesto mese Ikhsharěwarī che, secondo lo studioso, un tempo era chiamato «Faghrubah, cioè l'uscita dello Shāh», i re della Corasmia erano soliti «marciare» andando verso «quartieri invernali fuori dalla loro residenza» per scacciare i nemici «dalle loro frontiere» e difendere il territorio del loro regno contro le loro incursioni.
Ciò avvenne, sempre secondo Bīrunī, più specificamente quando «il caldo diminuiva e il freddo si avvicinava», quindi verso la fine dell'estate, quando il raccolto era assicurato e quando era evidentemente possibile radunarsi in un esercito e lasciare i luoghi centrali / quartieri estivi – cioè le roccaforti attestate nelle aree di insediamento rurale della Corasmia – per proteggere le frontiere della politica.

Frammenti di affresco Khorezmiano del VI-III secolo a.C.

In questa luce, è plausibile ipotizzare che qualche rituale propiziatorio possa essere avvenuto prima di queste campagne militari e dello spostamento dell'esercito del re verso i suoi quartieri invernali invocato nell'Avesta. Questo preludio stagionale alla battaglia, che era dovuto a una necessità difensiva locale piuttosto che alla conquista, fu probabilmente fatto sotto la protezione delle fravaši, e la loro «discesa» dal cielo e la presa delle armi a sostegno del re potrebbero essere state simboleggiate dalla rappresentazione in esame. Si dice che le fravaši nel Grande Bundaishn 38,12ss. abbiano deciso di prendere una forma fisica per combattere contro il male.
Per quanto riguarda la loro associazione simbolica con i cavalli può essere chiarita nella loro descrizione nell'Avesta, dove si dice che le fravaši «russano come cavalli». Anche se non possiamo essere ancora certi della lettura delle immagini del corridoio di Akchakhan-kala, ancora troppo frammentarie, che per il momento attestano due distinte parate e "ritratti" incorniciati, possiamo tranquillamente supporre che non hanno a che fare con l'illustrazione di un evento cerimoniale, certamente verificatosi (o solo pensato attraverso un'evocazione visiva) in uno specifico contesto zoroastriano e regale.  Questi dipinti possono essere legati a una grande festività zoroastriana o, sempre all’interno della semantica di questa religione, a tradizioni locali a noi più oscure ma legate alla regalità e certamente destinate a trasmettere un messaggio preciso a una piccola parte della popolazione corasmica, cioè la sua élite. Lo stretto corridoio perimetrale dell’edificio centrale di Akchakhan-kala che, per la presenza di diversi accessi diretti al nucleo del monumento, avrebbe potuto essere facilmente utilizzato per aggirare alcune sezioni di esso, indica che potrebbe essere stato interamente attraversato solo in circostanze particolari (come le festività) da un pubblico selezionato.